# Дендробиум прозрачный
Дендробиум прозрачный  (лат. Dendrobium transparens) — вид многолетних трявянистых растений семейства Орхидные, или Ятрышниковые (Orchidaceae).

## Биологическое описание
Симподиальные вечнозелёные или листопадные растения средних размеров.

Псевдобульбы у основания вздутые, стеблевидные, цилиндрические, от 15 до 80 см высотой, густо облиствённые.
Листья линейно-ланцетные, на конце заострённые.
Соцветия образуются на вызревших псевдобульбах. Цветки ароматные, до 3,7 см в диаметре.

## Ареал, экологические особенности
Западные и Восточные Гималаи, Бангладеш, Ассам, Непал, Бутан, Сикким, Мьянма.
Эпифит во влажных горных лесах на высотах от 500 до 2100 метров над уровнем моря. Цветение весна — начало лета.
Относится к числу охраняемых видов (II приложение CITES)

## В культуре
Температурная группа — тёплая.
Посадка на блок при наличии высокой относительной влажности воздуха и ежедневного полива, а также в горшок или корзинку для эпифитов. Субстрат не должен препятствовать движению воздуха. Состав субстрата — сосновая кора средней и крупной фракции. Полив по мере просыхания субстрата.
Во время вегетации полив обильный. Период покоя с осени по весну. В это время сокращают полив и снижают температуру воздуха. Растение не должно оставаться сухим продолжительное время.
Освещение: яркое рассеянное.